# William Eschmeyer
William Neil Eschmeyer, również Bill Eschmeyer, skrót stosowany w publikacjach: Eschmeyer (ur. 11 lutego 1939 w Knoxville, zm. 30 grudnia 2024) – amerykański taksonom i ichtiolog, autor i współautor wielu publikacji naukowych i popularnonaukowych o tematyce ichtiologicznej, specjalizujący się w taksonomii ryb, naczelny redaktor największej internetowej bazy danych o taksonomii ryb, wieloletni członek American Society of Ichthyologists and Herpetologists oraz International Commission on Zoological Nomenclature, emerytowany kurator Wydziału Ichtiologii California Academy of Sciences (CAS).

## Życiorys
W 1961 roku ukończył studia na wydziale ichtiologii University of Michigan. Stopień doktora (Ph.D.) uzyskał w 1967 roku w Institute of Marine Sciences na Uniwersytecie Miami. Od 1967 jest kuratorem Wydziału Ichtiologii CAS. Pełnił funkcję dyrektora ds. badań, starszego kuratora, od 2004 curator emeritus.
Początkowo zajmował się taksonomią skorpenowatych (Scorpaenidae), szkaradnicowatych (Synanceiidae) i spokrewnionych z nimi rodzin. W latach 80. XX wieku zebrał większość danych taksonomicznych o gatunkach i rodzajach ryb świata, a następnie, wspólnie z Ronaldem Fricke z Muzeum Historii Naturalnej (Staatliches Museum für Naturkunde) w Stuttgarcie, opracował internetową bazę danych taksonomicznych o rybach – Catalog of Fishes, nadal rozwijaną i aktualizowaną.
W 1990 opublikował Catalog of the genera of recent fishes, obejmujący ponad 10 tys. nazw rodzajowych. W roku 1998 opublikował 3-tomowy Catalog of Fishes, obejmujący wszystkie znane nazwy rodzajów i gatunków ryb oraz wykaz oryginalnej literatury dotyczącej tych taksonów. W tym samym roku została udostępniona wersja elektroniczna książki – wspierana przez California Academy of Sciences – baza danych wszystkich dostępnych taksonów ryb.
Prace Eschmeyera stały się podstawowym źródłem danych taksonomicznych dla takich baz jak FishBase, czy Integrated Taxonomic Information System. W bazie ZooBank Eschmeyer redagował dane taksonomiczne oraz wykaz literatury z zakresu ichtiologii.
William N. Eschmeyer jest autorem opisu wielu taksonów w randze rodzaju (Adelosebastes, Idiastion, Mesoscorpia, Neoaploactis, Prosoproctus i Xenaploactis) i gatunku (m.in.: Scorpaena annobonae, Pontinus leda i wiele innych).
Dla uhonorowania wkładu Eschmeyera w światową ichtiologię, od jego nazwiska przyjęto nazwę rodzaju Eschmeyer i rodziny Eschmeyeridae oraz nazwy kilku gatunków ryb:
- Apteronotus eschmeyeri
- Eschmeyer nexus
- Phenacoscorpius eschmeyeri
- Rhinopias eschmeyeri
- Scorpaenopsis eschmeyeri
- Trachyscorpia eschmeyeri